# William Larrabee (kongressledamot)
William Henry Larrabee, född 21 februari 1870 i Montgomery County, Indiana, död 16 november 1960 i New Palestine, Indiana, var en amerikansk demokratisk politiker. Han var ledamot av USA:s representanthus 1931–1943.
Larrabee studerade medicin i Indianapolis efter att först ha arbetat som lärare i New Palestine. Efter läkarexamen inledde han 1898 sin karriär som kirurg. Han var ledamot av Indianas representanthus 1923–1925.
Larrabee besegrade sittande kongressledamoten Richard N. Elliott i kongressvalet 1930. I kongressvalet 1940 ställde han upp för en sjätte mandatperiod i representanthuset och besegrade republikanen Maurice G. Robinson. Larrabee efterträddes 1943 som kongressledamot av Louis Ludlow. Han avled 1960 och gravsattes på New Palestine Cemetery i New Palestine i Indiana.